# La señorita Elena
La señorita Elena é uma telenovela venezuelana exibida em 1975 pela Venevisión.

## Elenco
- Diogo Chaves de Carvalho Souza
- Adita Riera- Elena Carvajal
- José Luis Rodríguez- Alejandro Navarro
- Chelo Rodríguez- Deborah Lavalle
- Esperanza Magaz- Simona
- Eva Blanco- Chelo
- Hilda Breer
- Olga Castillo- Regina
- Nury Flores- Piroca
- Martín Lantigua
- Luis Abreu
- Luis Silva
- Chela D'Gar- Señora Amada
- Mary Soliani- Lalita
- Hugo Rojas- Alex
- Alejandro Mata- Ernesto